# Frank G. Higgins

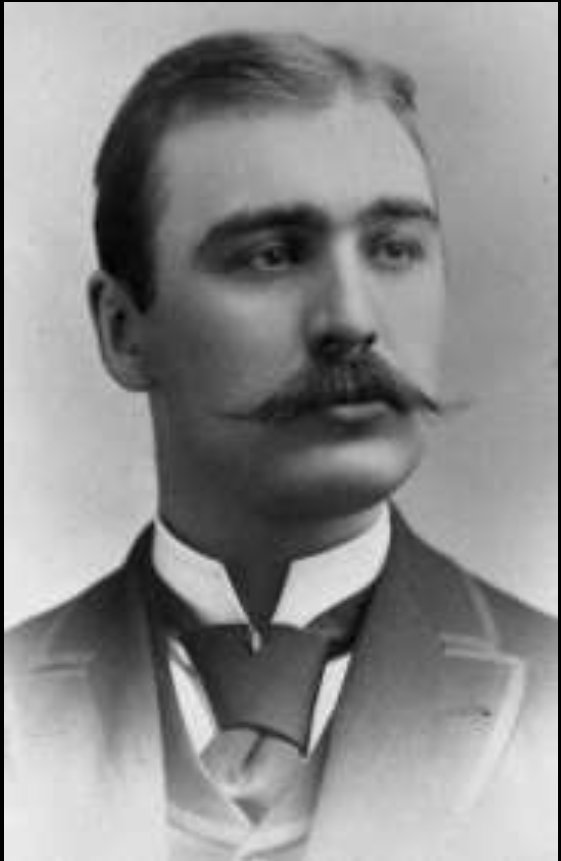
Imagem de Frank Huggins

Francis G. "Frank" Higgins (28 de dezembro de 1864 - 15 de outubro de 1905) foi um advogado, político e jogador profissional de futebol americano estadunidense.